# Noyal-Pontivy
Noyal-Pontivy è un comune francese di 3 804 abitanti situato nel dipartimento del Morbihan nella regione della Bretagna.

## Società

### Evoluzione demografica
Abitanti censiti